# Johan Peter Emilius Hartmann

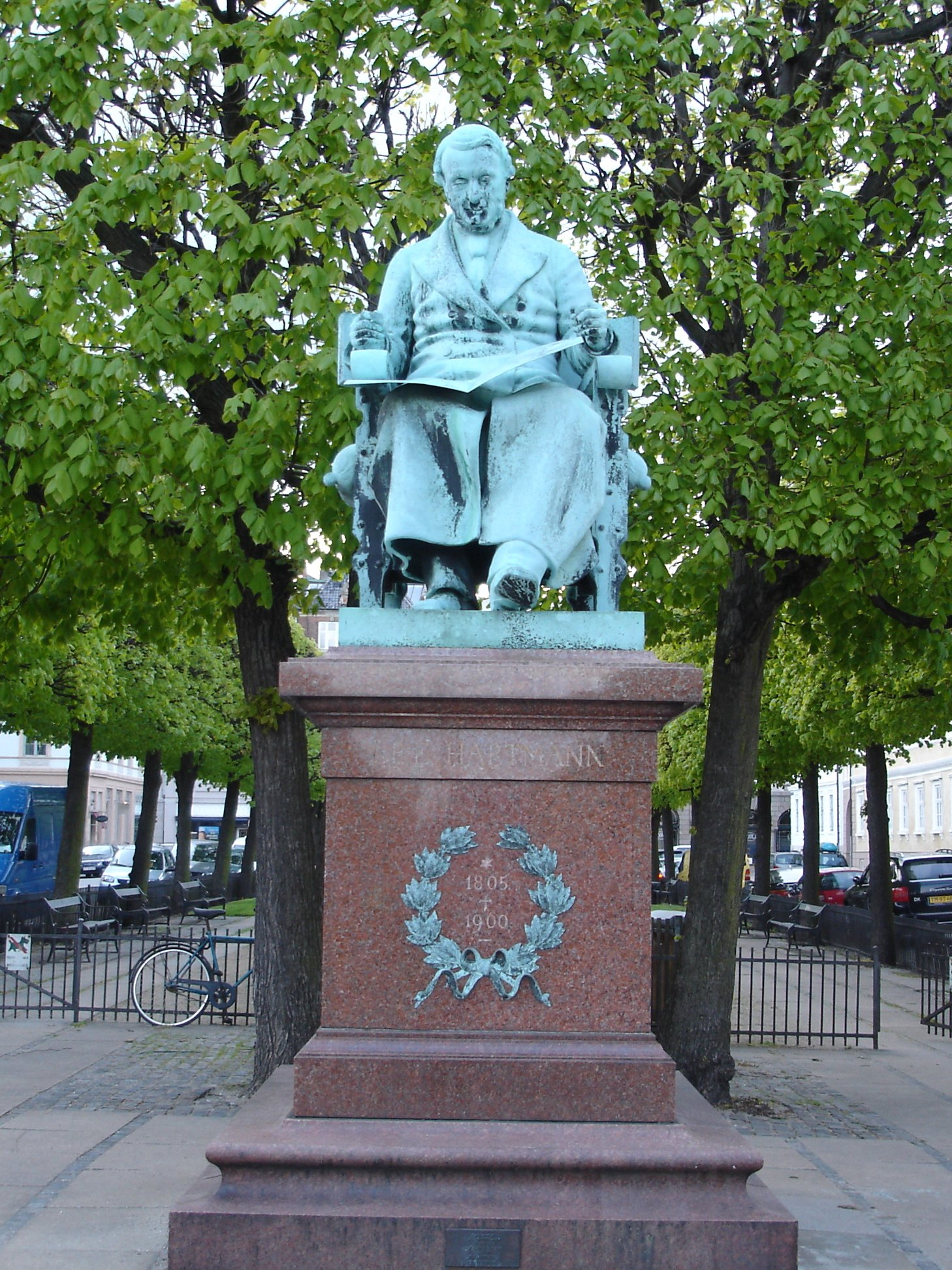
Standbeeld van J.P.E. Hartmann door August Saabye aan de Sankt Annæ Plads in Kopenhagen

Johan Peter Emilius Hartmann (Kopenhagen, 14 mei 1805 – aldaar, 10 maart 1900), soms gespeld als Johann, maar meestal aangeduid met de voorletters J.P.E. Hartmann, was een Deens componist, organist en muzikaal leidsman.

## Biografie
Hartmann kwam uit een muzikale familie van Duitse afkomst. Stamvader was componist Johann Ernst Hartmann, geboren 1726 in Groß-Glogau in Silezië, een uitstekend violist die een aanstelling als musicus heeft gehad in dienst van zowel de vorst-bisschop van Breslau als aan het hof van Johan Frederik van Schwarzburg-Rudolstadt. Later werkte hij in Plön. Hij ging in 1761 naar Kopenhagen en was violist en concertmeester in de koninklijke hofkapel tot zijn dood in 1793.
Hij had drie zoons. De jongste van hen, de organist en componist August Wilhelm Hartmann (1775-1850), was de vader van J.P.E. Hartmann. Hij gaf zijn zoon de eerste muzieklessen, maar toch was deze grotendeels autodidact. Van 1829 tot 1870 was hij werkzaam als jurist en ambtenaar, maar dat belette hem niet een invloedrijke positie als musicus te verwerven. Al in 1824 was hij de vaste organist van de Garnisons Kirke in Kopenhagen, een positie die hij tot 1843 behield. In 1832 had hij zijn eerste succes met de ambitieuze opera in drie bedrijven Ravnen, in samenwerking met Hans Christian Andersen. Later schreef Andersen ook het libretto voor Liden Kirsten (1844-46). Deze opera werd dankzij Franz Liszt in 1856 in Weimar op de planken gebracht.
Vanaf 1836 maakte Hartmann enkele studiereizen door heel Europa, waardoor hij vooraanstaande componisten leerde kennen als Chopin, Rossini, Cherubini, Liszt en Spohr, en later ook Mendelssohn en Schumann. In het begin werd Spohr zijn belangrijkste mentor, samen met de Deense componist C.E.F. Weyse. In 1836 richtte hij het Deens Muziekverbond op, waarvan hij voorzitter was. In 1843 kreeg hij de post van organist van de Kopenhaagse Vor Frue Kirke. Beide posities behield hij tot zijn dood.
In de jaren 1827-1840 gaf hij les aan de toenmalige Kopenhaagse muziekacademie van Giuseppe Siboni en vanaf 1849 was hij hoogleraar aan de Universiteit van Kopenhagen. In 1867 richtte hij, samen met Niels W. Gade, het Conservatorium van Kopenhagen op, waarvan hij een der schoolleiders was en - na Gades dood in 1890 - nog directeur werd in zijn 85e levensjaar. Vrijwel alle toekomstige Deense componisten, onder wie Carl Nielsen, Victor Bendix, Otto Malling en Asger Hamerik, hadden les van hem. Hij was altijd vriendelijk en populair bij de studenten. Samen met Gade stimuleerde hij ook de opkomst van de jonge August Enna door hem een stipendium te bezorgen. Johanne Stockmarr en de zangeres Sigrid Wolf behoorden tot Hartmanns pianostudenten. 
Tijdens zijn lange leven bekleedde J.P.E. Hartmann een centrale positie in het Deense muziekleven, als musicus, componist, docent en bestuurder. Hij werd benoemd tot Ridder in de Orde van de Dannebrog.

## Familie
J.P.E. Hartmann trouwde in 1829 met Emma Sophie Amalia Zinn (1807-1851), die onder meer vijf bundels liederen en een aantal dansen componeerde. Ze gebruikte het pseudoniem Frederik H. Palmer omdat ze als vrouwelijke componist in die tijd weinig kans maakte op succes. Van hun tien nakomelingen stierven er vier nog in hun kindertijd. Van hun zoons werd Carl Christian Ernst Hartmann (1837-1901) een bekende beeldhouwer en Emil Hartmann (1836-1898) een bekende componist. Diens zoon Johannes Palmer Hartmann, een kleinzoon dus van J.P.E., stichtte in 1897 de Bloemisterij J.P. Hartmann in Sint-Amandsberg, het grootste tuinbouwbedrijf van Gent. Componist Niels W. Gade, toen de nummer twee in de Deense muziekwereld, trouwde in 1852 met J.P.E.'s dochter Emma Sophia (Sophie), die al in 1855 stierf. Componist August Winding trouwde in 1864 met zijn dochter Clara. De componist Niels Viggo Bentzon was Hartmanns achterkleinzoon.

## Waardering
Hartmanns leven speelde zich bijna een eeuw lang vrijwel geheel af binnen dezelfde paar straten van Kopenhagen. Hij verliet het ouderlijk huis in 1829 en bewoonde tot zijn dood in 1900 een huis iets verderop. Hij ligt op de begraafplaats waar hij als kind al speelde. Ook de functies die hij in de loop der jaren verzamelde behield hij zijn hele leven. Het is typerend voor een man die voor het grootste deel van de 19e eeuw de centrale figuur was van de Deense muziek en die in zijn composities behoudend was en bleef.
J.P.E. Hartmann heeft een uitgebreid oeuvre in allerlei genres op zijn naam staan, waaronder drie opera's, twee symfonieën, ouvertures, balletten (samen met August Bournonville), veel toneelmuziek, talloze cantates, en een grote hoeveelheid pianostukken en liederen. Zijn werken waren populair bij het Deense publiek doordat hij aan zijn muziek een nationaal gevoel wist mee te geven binnen een romantisch idioom, dat veel te danken had aan de voorbeelden van de Eerste Weense School, Mendelssohn, Weber, Marschner en Spohr. Vaak kondigt zich, dankzij de invloed van vooral Schumann en Liszt, toch een nieuwe tijd aan. Zijn stijl kenmerkt zich door vormkracht, dramatiek en levenskracht. In zijn muziek klinkt een 'streng', 'donker' geluid door dat bij meer Scandinavische componisten te vinden is. 
Tot de sleutelwerken in zijn oeuvre worden gerekend de Eerste symfonie, de toneelmuziek voor Hakon Jarl, de Orgelfantasie op. 20, de Orgelsonate op. 58, de Pris-Sonate voor piano, Andantino en 8 variaties voor pianotrio, de Suite voor viool en piano en de Andersen-opera's Ravnen en bovenal Liden Kirsten. Zijn vijfdelige koorcompositie Vølvens spådom, gebaseerd op de IJslandse Edda, is in de Deense cultuurcanon opgenomen.

## Werkenlijst (selectie)

### Orkest
Symfonieën
1. in g mineur, op. 17 (1835; rev. 1850)
  1. Introduction: Moderato - Allegro assai, con passione
  2. Andante
  3. Menuetto
  4. Finale: Allegro molto assai
2. in E majeur, op. 48b (1847–48)
  1. Prelude: Moderato sostenuto - Allegro non troppo grazioso
  2. Andantino
  3. Intermezzo: Allegro pastorale, non vivace
  4. Finale: Allegro vivace

Overig
- Concertouverture, op. 3 (1825)
- Geestelijke ouverture, op. 9, met orgel
- Den sörgende Jödinde, voor sopraan, vrouwenkoor en orkest (1844) - tekst: naar Hans Christian Andersens gedicht "Ahasverus"
- Concertouverture, op. 51 (1852)
- En Efteraarsjagt, op. 63b, concert-ouverture (1874)
- Festmarsch og Sange til Mindefesten ved Skanderborg over höisalig Kong Frederik den Sjette, voor gemengd koor en orkest, op. 42
- Til Prologen ved Musikforeningens Mindefest over Niels W. Gade, voor orkest (1891)
- Hellig tre Kongers-Kvad. - Die Weisen aus dem Morgenlande (Math. Evang. I, 20. 21.; II, 1-11), voor vocaal-solisten, gemengd koor en orkest (1894)
- Koncert-Indledning, voor vocaal-solisten, gemengd koor en orkest - tekst: Chr. Richardt
- Musik til Undine, Dramatisk Æventyr
- Sørgemarch fra Bertel Thorvaldsens Bisættelse i Frue Kirke, voor groot orkest (1844) (identiek met de Treurmars voor orgel)
- Suite for Orkester, (onvoltooid)
  1. Foraarshilsen
  2. Elegi
  3. Vaabendans
- Tre Karakterstykke, op. 81
- Troldenes Dans
- Valhalla Marsch, voor orkest

### Werken voor harmonieorkest
- 1848 Krigs-Tappenstreg, voor harmonieorkest
- Gudernes Triumfmarch (af balletten "Thrymskviden") - bewerking: Leif Kayser

### Muziektheater
Opera's
| Voltooid in                | titel                              | aktes                               | première                                                                             | libretto                                 |
| -------------------------- | ---------------------------------- | ----------------------------------- | ------------------------------------------------------------------------------------ | ---------------------------------------- |
| 1830-1832; omgewerkt: 1865 | Ravnen, eller Broderprøven, op. 12 | 3 bedrijven                         | 29 oktober 1832, Kopenhagen; omgewerkte versie: 23 april 1865, Kopenhagen            | Hans Christian Andersen naar Carlo Gozzi |
| 1832-1835                  | Corsarerne, op. 16                 | 3 bedrijven                         | 23 april 1835, Kopenhagen                                                            | Henrik Hertz                             |
| 1844-1846, rev. 1858       | Liden Kirsten, op. 44              | 2 bedrijven; oorspronkelijk: 1 akte | 12 mei 1846, Kopenhagen, Koninklijke Opera; rev. versie: 29 oktober 1858, Kopenhagen | Hans Christian Andersen                  |
| 1864-1865                  | Kong Saul                          |                                     | alleen fragmenten                                                                    | Hans Christian Andersen                  |

Balletten
| Voltooid in | titel                                                                   | aktes             | première                  | choreografie        |
| ----------- | ----------------------------------------------------------------------- | ----------------- | ------------------------- | ------------------- |
| 1838        | Fantasiens Ø (Het eiland van de Fantasie)                               | 1 akte            | 1838, Kopenhagen          | August Bournonville |
| 1853-1854   | Et Folkesagn (2e akte van J.P.E. Hartman; 1e en 3e akte van Niels Gade) | 3 aktes           | 20 maart 1854, Kopenhagen | August Bournonville |
| 1860–1861   | Valkyrien, op. 62                                                       | 3 aktes (4 aktes) | 1861, Kopenhagen          | August Bournonville |
| 1867–1868   | Thrymskviden, op. 67                                                    | 4 aktes           | 1868, Kopenhagen          | August Bournonville |
| 1873-1875   | Arcona, op. 72                                                          | 4 aktes           | 1875, Kopenhagen          | August Bournonville |

Toneelmuziek
| Voltooid in           | titel                                                                    | aktes | soort van toneel | tekst                                 | première         |
| --------------------- | ------------------------------------------------------------------------ | ----- | ---------------- | ------------------------------------- | ---------------- |
| 1838                  | Olaf den Hellige, op. 23                                                 |       | tragedie         | Adam Oehlenschläger                   | 1838, Kopenhagen |
| 1839                  | Knud den Store, op. 28                                                   |       |                  | Adam Oehlenschläger                   | 1839, Kopenhagen |
| 1840                  | Fiskeren og hans Børn, op. 29                                            |       |                  | Adam Oehlenschläger                   | 1840, Kopenhagen |
| 1840; omgewerkt: 1872 | Syvsoverdag, op. 30                                                      |       |                  | Johan Ludvig Heiberg                  | 1840, Kopenhagen |
| 1840-1842             | Maurerpigen, op. 32                                                      |       |                  | Hans Christian Andersen               | 1842, Kopenhagen |
| 1842                  | Undine, op. 33                                                           |       |                  | Carl Borgaard                         | 1842, Kopenhagen |
| 1844/1857             | Hakon Jarl, op. 40 (1844 = Ouverture; 1857 = Intermezzo/tussenspel)      |       |                  | Adam Oehlenschläger                   |                  |
| 1854                  | Sulamith og Salomon, op. 52                                              |       |                  | Bernhard Severin Ingemann (1789-1862) |                  |
| 1856/1858/1883        | Ouvertures: - Axel og Valborg, Op. 57 - Correggio, op. 59 - Yrsa, op. 78 |       | Tragedies        | Adam Oehlenschläger                   |                  |
| 1878                  | Ambrosius                                                                |       |                  | Christian Knud Frederik Molbech       | 1878, Kopenhagen |
| 1888                  | Dante, op. 85                                                            |       |                  | Christian Knud Frederik Molbech       |                  |

### Vocaal
Cantates:
- Orglets Pris, op. 5 (1825)
- Cantate componeret i Anledning af Selskabet for Efterslægtens 50aarige Jubilæum, voor vocaal-solisten, gemengd koor en orkest, op. 19 (1836)
- Cantate i Anledning af Hendes Majestæt Dronning Caroline Amalias høje Fødselsfest d. 28. Juni 1842, op. 22 (1842) - tekst: Hans Christian Andersen
- Sørgekantate over Fredrik VI, op. 27 (1840)
- Weyses Minde, cantate voor vocaal-solisten, gemengd koor en orkest, op. 36 (1842) - tekst: Henrik Hertz - première: 24 januari 1843
- Kantate ved Sørgefest over Thorvaldsen, op. 41 (1844)
- Kantate ved Sørgefest over Christian VIII, op. 47 (1848)
- Fragment af Oehlenschlägers "Jesu Bjergprædiken", voor drie vocaal-solisten, mannenkoor en orgel, op. 49
- Kantate ved Fredrik VII's Bisættelse, op. 61b (1863)
- Cantate ved Indvielsen af Studenterforenings-Bygningen den 17de April 1863, voor vocaal-solisten, gemengd koor en orkest, op. 64(a) - tekst: Chr. Richardt
- Cantate ved Kong Frederik den Syvendes Bisættelse i Roeskilde Domkirke d. 19de Decbr. 1863, voor vocaal-solisten, gemengd koor en orkest, op. 64b - tekst: Hans Peter Holst
- Cantate til Universitetets Fest i Anledning af Kronprinds Frederiks og Kronprindsesse Lovisas Formaling d. 28. Juli 1869 in Es majeur, voor solisten (tenor, tenor, bariton), solokwintet (TTTBB), mannenkoor (TTBB) en orkest, op. 69 (1869)
- Foraarssang in C majeur, cantate voor gemengd koor en piano (of orkest), op. 70 (1870) - tekst: Hans Christian Andersen
- Hilsen til Norge - Cantate fra Studentertoget 1869, voor mannenstem en piano vierhandig (1869) - tekst: P. Hansen
- Universitetets Jubelkantate - Cantate til Universitetets 400 Aars Jubelfest af C. Ploug Juni 1879, voor vocaal-solisten, gemengd koor (SSTB) en orkest, op. 75 (1879)
- Cantate ved Holberg festen paa Universitetet, 3 Dec. 1884, voor vocaal-solisten, gemengd koor en orkest
- Cantate ved Universitetets Fest i Anledning af Hans Majestæt Kong Christian den Niendes 70aars Fødselsdag den 8. April 1888, voor vocaal-solisten, gemengd koor en orkest, op. 84 (1888) - tekst: Ernst von der Recke
- Cantate ved de Massmannske Søndagsskolers Aarsfest 1890, voor mannenkoor en koperblazers (1890)
- Cantate ved Universitetets Fest den 28. Maj 1892 i Anledning af Deres Majestæter Kongens og Dronningens Guldbryllup, voor vocaal-solisten, gemengd koor en orkest (1892) - tekst: Chr. Richardt

Melodrama's
- Guldhornene, op. 11, naar Oehlenschläger (1832)[4]
- Jurabjerget, op. 14 (1833)
- Der Taucher, op. 21 (1837) Ballade van Friedrich von Schiller als melodrama componeert (opgedragen aan: Professor Nicolai Peter Nielsen)

Koorwerken
- 2 motetten, op. 5b, voor Kerst en Pasen
- Motet til Jubelfesten (aan Pinksteren) 1826, voor vocaal-solisten, gemengd koor, orgel en koperblazers (2 hoorns, kleppenhoorn in bes (Bugel) en 3 trombones) (1826)
- Ergo bibamus "Hier sind wir versammelt" in Bes majeur, voor mannenkoor (1828) - tekst: Johann Wolfgang von Goethe
- Motet Quando corpus morietur (Når mit legem døden møder), voor drie vocaal-solisten, gemengd koor en strijkorkest, op. 15
- Dulce cum sodalibus (1833)
- Flyv, fugl! Flyv over Furesøens vove!, voor gemengd koor (1838) - tekst: Rasmus Villads Christian Ferdinand Winther (1796-1876)
- Snart er natten svunden, voor gemengd koor (1840) - tekst: Johan Ludvig Heiberg (1791-1860)
- Choral: Med Sorgen og Klagen hold Maade, voor gemengd koor (1845)
- Fynsk Folkevise, voor mannenkoor (1846)
- Stork, Stork, Langeben!, voor gemengd koor (1847) - tekst: Bernhard Severin Ingemann (1789-1862)
- Slumrer sødt i Slesvigs jord (Mindesang over de Faldne), voor gemengd koor (1850) - tekst: Hans Peter Holst (1811-1893)
- Til himlene rækker din miskundhed, Gud!, voor gemengd koor (1852) - tekst: Bernhard Severin Ingemann
- En Sommerdag, [z.op.] voor solisten (sopraan, tenor [bariton]), vrouwenkoor en orkest (1854) - tekst: naar een idylle van Henrik Hertz
- Du, som har sorg i sinde, voor gemengd koor (1856) - tekst: Rasmus Villads Christian Ferdinand Winther
- Zigeunermärchen, [z.op.], voor solisten, koor en orkest (1860)
- Hellig tre Kongers-Kvad. - Die Weisen aus dem Morgenlande (Math. Evang. I, 20. 21.; II, 1-11), voor vocaal-solisten (mezzosopraan, bas), solokwartet (TTBB), gemengd koor en orkest (1860); rev. (1894)
- Blomstre som en rosengård, voor gemengd koor (1861)- tekst: Nicolai Frederik Severin Grundtvig (1783-1872)
- Ved M. Wiehes Bisættelse d. 7 Novbr. 1864, voor vijfstemmig gemengd koor (SSTBB) (1864)
- Hinsides Bjærgene, [z.op.], voor solisten, koor en orkest (1865)
- I sne star urt og busk i skjul, voor gemengd koor (1866) - tekst: Bernhard Severin Ingemann
- Nu skal det åbenbares, voor gemengd koor (1868) - tekst: Nicolai Frederik Severin Grundtvig
- I Provence, voor gemengd koor en orkest, op. 68 (1869) - tekst: gedicht van Carl Andersen
- Davids 115de Psalmes - 16de og 17de Vers, voor vocaal-solisten, gemengd koor en orkest (1871)
- Vølvens spådom (Weissagung der Wala), op. 71, voor mannenkoor met orkest (1870-1872) (gebaseerd op de Oudnoorse Völuspá) - tekst: Fr. Winkel-Horn
  1. Moderato
  2. Allegro moderato
  3. Allegro
  4. Marsch: L'istesso tempo
  5. Slutningschor: Moderato
- Foran Sydens Kloster, [z.op.], voor solisten en vrouwenkoor (1872)
- I Jesu Navn in f mineur, voor gemengd koor (1876)
- Kærlighed fra Gud, voor gemengd koor (1876) - tekst: Jens Nicolai Ludvig Schjørring (1825-1900)
- Ved Axel Liebmanns Kiste, voor vierstemmig gemengd koor en orgel (1876)
- Fortrøstning, voor gemengd koor en orkest (1877)
- Litaniet "Langfredag og Store Bededag til Højmesse", voor gemengd koor (SSTB) en orgel (1880)
- Sabbathsstilhed, op. 76, voor solisten, koor en orkest (1880)
- Bøgen vejred bort sin Sommer in G majeur, voor gemengd koor (1883)
- Til den sjællands-jyske Sangfest d. 5te-7de August 1883, voor mannenkoor en orkest - tekst: Nicolai Frederik Severin Grundtvig
- Til Victor Bergmans Jordefærd in E majeur, voor gemengd koor (1885)
- Tonernes Verden, op. 82, voor solisten, koor en orkest (1886) - tekst: Chr. Richardt
- Religiøse og folkelige Digte, voor vierstemmig gemengd koor a capella op. 86 (1888) - tekst: (1e bundel): religieuze gedichten van Adolf Langsted; (2e bundel): volksgedichten van Ernst von der Recke
- Julebudet til dem der bygge, voor gemengd koor (1890) - tekst: Jens Christian Hostrup (1818-1892)
- Sang ved Kronprins Frederik og Kronprinsesse Lovisa’s Solvbryllup, voor groot gemengd koor (1894) - tekst: P. Hansen - première: 28 juli 1894 door de gezamenlijke zangverenigingen van Kopenhagen
- To Digte af Thor Lange, voor gemengd koor (1894)
  1. Skytsenglen
  2. Rid sagte gennem Lunden
- Å hør dog, lille Karen, voor gemengd koor
- Davids 106. salme - 1ste og 2det vers, voor vierstemmig mannenkoor (TTBB)
- Der vanker en Ridder, voor vierstemmig mannenkoor (TTBB)
- Du blå viol, du bly viol, voor gemengd koor - tekst: Vilhelm Gregersen
- Folkevise: I våren knoppes en lind, voor gemengd koor, op. 86, nr. 3 - tekst: Ernst von der Recke
- Folkevise: Jeg sadled min hest, voor gemengd koor - tekst: Ernst von der Recke
- Frejas Stjerne (Sang for Danmark), voor gemengd koor - tekst: Knud Lindhard
- Græsk folkevise, voor gemengd koor - tekst: Sophus Bauditz
- Gravsang "Tager Afsked med den Døde, Brødre!" in f mineur, voor vierstemmig mannenkoor
- Gravsang "Stille! stille om den Dødes Grav" in As majeur, voor vierstemmig mannenkoor
- Jægerchor af "Fiskeren og hans Børn" in E majeur, voor 4 hoorns, bastrombone, 2 mannenstemmen, vierstemmig mannenkoor en piano
- Quintetto: "Et Baand det store Alt omslynger", voor vijfstemmig mannenkoor (TTTBB)
- Sang ved Afsløringen af höisalig Kong Fredrik den Sjettes Mindestöttet, voor mannenkoor
- Svend Tveskæg havde sig en mand, voor gemengd koor - tekst: Edvard Storm (1749-1794)
- Toner, som du engang hørte in f mineur, voor mannenkoor - tekst: Hans Christian Andersen

Liederen
- Sechs Gesänge, voor zangstem en piano, op. 13 (1832)
  1. Heidenröslein
  2. Gleich und Gleich
  3. Clärchens Lied aus "Egmont"
  4. Missmuth
  5. Wiegenlied
  6. Die Schneekönigin
- Fire Danske sange, voor zangstem en piano (1838) - tekst: Rasmus Villads Christian Ferdinand Winther
  1. Lille Cathrine hvi bær du det deilige Haar in Es majeur
  2. Flyv Fugl, flyv over Furesøens vove!
- Brat af slaget rammet, voor zangstem en piano (1840) - tekst: Frederik Paludan-Müller (1809-1876)
- 30. Marts 1844. Studenternes Sang ved Thorvaldsens Bisættelse i Frue Kirke, voor tenor, bariton en piano
- Den gamle Eg, voor zangstem en piano (1847)
- Nökken : (efter et svensk Folkesagn); Börnenes Sang til Storken, voor zangstem en piano (1847)
- Sommernatsblink: "Skyerne flyve og Bølgerne gaae", voor zangstem en piano (1847)
- Sechs Lieder, op. 35
  1. Nu skal det aabenbares - tekst: Nicolai Frederik Severin Grundtvig
  2. Uden titel og tekst
  3. Sigrid og Odder Ebbesen
  4. Giv Tid - tekst: Bernhard Severin Ingemann
  5. Dana i Døsfare
  6. Fædreneland! ved den bølgende Strand - tekst: Nicolai Frederik Severin Grundtvig
- Seks Sange af B.S. Ingemann, op. 45
- Untreue, voor zangstem en piano (1853) - tekst: Joseph von Eichendorff
- Seks Sange til tyske Tekster, op. 55a
- Folmer Spillemands Viser af Hjortens Flugt, voor zangstem en piano, op. 56 - tekst: Rasmus Villads Christian Ferdinand Winther "Hjortens Flugt"
- Seks Sange (Mødet), op. 61, voor mannenstem
- Lær mig nattens stjerne, voor zangstem en piano (1860) - tekst: Chr. Richardt
- Fem Sange, voor zangstem en piano, op. 63
  1. Vaarsang ("Nu er det Vaar i Skove")
  2. Vaarsang ("Svalen rider Sommer i By")
  3. Et Ønske ("O var jeg den syngende Nattergal")
  4. Sang og Sorg ("Hvorlænge min Harpe")
  5. Lær mig
- Fem Sange, op. 63a
- [Religiøse] Sange og Billedtexter, voor sopraan, alt, tenor en bas, op. 73 (1875)
- Hos dig, o Jesus, sent om Nat in e mineur, voor zangstem en piano (1876)
- Mit Hjærte giøres mig bange in g mineur, voor zangstem en piano (1876)
- Sange og Viser, voor bariton (of mezzosopraan) en piano, op. 77
- Liturgisk musik : Festcollecter og chorsange som benyttes ved gudstjenesten i vor Frue Kirke (1882-1887)
  1. Trossalmen
  2. Collect til Julefesten
  3. Litaniet
  4. Collect til Paaskefesten
  5. Collect til Pinsefesten
  6. Antiphonier
  7. Davids 118de salme
  8. Davids 136te salme
  9. Amen
- Barnets Jul. En Sang til de Voksne, voor zangstem en piano (1883) - tekst: Holger Drachmann
- Børn Og Voksne I Kærlig Krans - "Sang omkring Juletræet" fra "Nøddebo Præstegård", voor zangstem en piano (1888) - tekst: Elith Reumert
- Melodier med Klaveer til Texter af "Solen i Siljedalen", voor zangstem en piano (1893) - tekst: Magdalene Thoresen
- Melodier til Texter af "Indre Missions Søndagsskole-Salmebog", voor zangstem en piano (1893)
- Vedbend, Religiöse Digte af Adolf Langsted, voor zangstem en piano (1896)
- Davids Seiers Sang, voor zangstem en piano
- Den kedsom Vinter gik sin Gang, voor zangstem en piano - tekst: Alfred Kjerulf
- Den svundne Lykke, voor zangstem en piano - tekst: Johann Wolfgang von Goethe
- Festpsalme. Forsamle dig, Zion, med Psalter i Mund, voor tenor, bas, cornet en trompet
- Folkeviser, voor zangstem en piano - tekst: Ernst von der Recke en Thor Lange
  1. En Engel har rørt din Pande
  2. Jeg sadled min Hest en Morgenstund
  3. Jeg veed, jeg vorder dig aldrig kjær
  4. I Vaaren knoppes en Lind saa grøn
  5. Rid sagte gennem Lunden
- Giv Tid!: "I Snee staaer Urt og Busk i Skjul", voor zangstem en piano - tekst: Bernhard Severin Ingemann
- Her samles to Hjerter, Bryllupssalme af Carl Andersen voor zangstem en piano
- Jeg synge skal en Vise, voor zangstem en piano
- Jert Hus skal I Bygge, Bryllupssalme af Jakob Paulli voor zangstem en piano
- Lehrt mich, voor zangstem en piano - tekst: Chr. Richardt
- Med Sorgen og Klagen hold Maade
- Min Mund og mit Hjerte in Bes majeur, voor zangstem en piano
- Orla Lehmann: Mindedigt af C. Ploug, voor mannenstem, piano vierhandig en koperblazers
- Paaske in Es majeur, voor twee sopranen en piano
- Sang til Dukken: Barnet synger til Dukken, voor zangstem en piano
- Serenade: "Jeg kommer med Sang og med Spil", voor zangstem en piano
- Sover sødt i hellig Fred, voor zangstem en piano - tekst: A.W. Schack-Staffeldt
- Vintergæk, voor zangstem en piano - tekst: Vilhelm Gregersen
- Zigeunersang af "Götz von Berlichingen", voor mezzosopraan solo, gemengd koor en orkest

### Kamermuziek
- Sonates voor viool en piano

1. in g mineur, op. 8 (1826)
2. in C majeur, op. 39 (1844)
3. in g mineur, op. 83 (1886)

- Sonate voor fluit en piano in Bes majeur, op. 1 (1825)[5]
- Kvartetten

1. Klavierkvartett, op. 2 (1825)
2. Strijkkvartett in G majeur, onvoltooid (1848)
3. Strijkkvarett in A majeur, onvoltooid (1852)

- Menuetto. Poco Allegro, voor viool en piano (1864)
- Suite, voor viool en piano, op. 66 (1866)
- Quasi Andante, voor bassethoorn, harp en harmonium (1866)
- Fest-Klange, voor cornet in es, cornetten I+II in bes, hoorns I+II in F, trompetten I+II in F, trombones I+II+III, tuba, pauken en orgel (1879)
- Fantasi-Allegro voor viool en piano (1889)
- Moderato lugubre. Fra Musikforeningens Mindefest for Niels W. Gade. Februar 1891 (1891)
- Andantino en 8 variaties in C majeur, [z.j.], voor piano, viool en cello
- Danmarks Kæmpehøie, voor twee hoorns, twee bariton, tuba en kleine trom
- Folkeviser, voor strijkkwartet
  1. Jeg sadled min hest en morgenstund
  2. Jeg veed, jeg vorder dig aldrig kjær
  3. En engel har rørt din pande
  4. Rid sagte gennem lunden
  5. I vaaren knoppes en lind saa grøn

### Orgel
- Fantasi in A majeur (1826)
- Fantasi in f mineur, op. 20 (1837)
- Indledning for Orgel til en Fuga af Johann Sebastian Bach
- Introduction og Tema med to Variationer, (1846)
- Treurmars voor Adam Gottlob Oehlenschläger (1850), met koperblazers
- Langfredag - Paaskemorgen, (1847/1886), opus 43
- Sonate in g mineur, op. 58 (1855)
- Treurmars voor Nicolai Peter Nielsen (1860)
- Openingsmuziek voor een universitaire dies natalis (1879), met koperblazers
- Treurmars voor Bertel Thorvaldsen met koperblazers (1844), versie voor orgelsolo (1879)
- Fantasi, [z.j.]

### Piano
- Sonates

1. in d mineur, op. 34, "Pris-Sonate" (1841)
2. in g mineur (1851)
3. in F majeur (1853)
4. in a mineur, op. 80 (1876–83)

- Petite Rondeau Sonatine, op. 4, voor vierhandig piano (1826)
- Deux Rondeaux brilliants, op. 6
- Fantasie, op. 7
- Allegro di bravura og Andante, op. 10
- Capricer I-II, op. 18 (1835)
- Introduktion og Andante religioso, op. 25
- Deux pièces caractéristiques, op. 26
  1. Introduction
  2. Andantino religioso
- Otte Skizzer - 8 Skizzer for Klaver, op. 31 (1842)
- Seks Tonestykker, op. 37 (1843)
- Sonatine, op. 48a (1848)
- Seks Karakterstykke, op. 50
- Études instructives, op. 53
- Phantasiestücke, op. 54
- Novelette, op. 55b
- Studier og Noveletter, op. 65
- Klaverstykker fra ældre og nyere Tid, op. 74 (1877)
- Aftenstemning, voor piano
- Bellmanske Billeder, [z.j.]
- Cotillon af Operaen "Ravnen"
- Gallopade, voor piano vierhandig
- Gudfader fortæller, [z.j.]
- Marsch af "Thors Brudefart" uit het ballet "Thrymskviden"
- St. Hansaften Vals & Sjællandsk Reel - til Intermediet i "Kildereisen"
- Syvsoverdag : Divertissement
- Ved Afsløringen af Mindesmærket for Niels W. Gade 24/6 97